# Typ 1 Ho-Ki
Typ 1 Ho-Ki – japoński transporter opancerzony z okresu II wojnie światowej. Używany także w roli ciągnika artyleryjskiego.
Transporter Typ 1 Ho-Ki został skonstruowany w 1941 roku. Pojazd miał odkryty przedział desantowy i był napędzany sześciocylindrowym, rzędowym silnikiem wysokoprężnym. Na każdej burcie znajdował się uchwyt do montażu karabinu maszynowego. W przedziale desantowym można było umieścić od 6 do 10 żołnierzy.
Transportery Typ 1 Ho-Ki były używane bojowo przez armię japońską podczas walk na Filipinach i w Birmie.